# Roxania semilaevis
Roxania semilaevis är en snäckart som först beskrevs av Sequenza 1880.  Roxania semilaevis ingår i släktet Roxania och familjen Cylichnidae. Inga underarter finns listade i Catalogue of Life.